# Discographie des Girls Aloud
Voici la liste des albums, singles et vidéos du girl group britannique Girls Aloud.

## Albums

### Albums studio
| Année | Titre                         | Classement des ventes | Classement des ventes | Classement des ventes | Classement des ventes | Classement des ventes | Ventes britanniques | Certifications britanniques | Certifications irlandaises |
| Année | Titre                         | R-U                   | IRL                   | GR                    | P-B                   | Monde                 | Ventes britanniques | Certifications britanniques | Certifications irlandaises |
| ----- | ----------------------------- | --------------------- | --------------------- | --------------------- | --------------------- | --------------------- | ------------------- | --------------------------- | -------------------------- |
| 2003  | Sound of the Underground      | 2                     | 6                     | 20                    | 53                    | —                     | 354 575             | Platine                     | —                          |
| 2004  | What Will the Neighbours Say? | 6                     | 12                    | 10                    | —                     | 43                    | + 600 000           | 2x Platine                  | 2x Platine                 |
| 2005  | Chemistry                     | 11                    | 31                    | 13                    | —                     | 71                    | 370 638             | Platine                     | Platine                    |
| 2007  | Tangled Up                    | 4                     | 25                    | 4                     | —                     | 45                    | + 405 000           | Platine                     | Or                         |
| 2008  | Out of Control (en)           | 1                     | 7                     |                       |                       |                       | + 740 000           | 2x Platine                  |                            |

### Compilation
| Année | Titre                    | Classement des ventes | Classement des ventes | Classement des ventes | Classement des ventes | Classement des ventes | Ventes britanniques | Certifications britanniques | Certifications irlandaises |
| Année | Titre                    | R-U                   | IRL                   | GR                    | P-B                   | Monde                 | Ventes britanniques | Certifications britanniques | Certifications irlandaises |
| ----- | ------------------------ | --------------------- | --------------------- | --------------------- | --------------------- | --------------------- | ------------------- | --------------------------- | -------------------------- |
| 2006  | The Sound of Girls Aloud | 1                     | 9                     | 1                     | —                     | 17                    | + 1 000 000         | 3x Platine                  | Platine                    |

### Album de remixes
| Année | Titre             | Classement des ventes | Classement des ventes | Classement des ventes | Classement des ventes | Classement des ventes | Ventes britanniques | Note                                                                                  |
| Année | Titre             | R-U                   | IRL                   | GR                    | P-B                   | Monde                 | Ventes britanniques | Note                                                                                  |
| ----- | ----------------- | --------------------- | --------------------- | --------------------- | --------------------- | --------------------- | ------------------- | ------------------------------------------------------------------------------------- |
| 2007  | Mixed Up          | 56                    | —                     | —                     | —                     | —                     | 12 000              | Commercialisé exclusivement dans les magasins de l'enseigne Woolworth au Royaume-Uni. |
| 2008  | Girls A Live (en) | 29                    | —                     | —                     | —                     | —                     |                     | Commercialisé exclusivement dans les magasins de l'enseigne Woolworth au Royaume-Uni. |

### Singles
| Année | Single                         | Classement des ventes | Classement des ventes | Classement des ventes | Classement des ventes | Classement des ventes | Classement des ventes | Classement des ventes | Classement des ventes | Classement des ventes | Classement des ventes | Classement des ventes | Classement des ventes | Album                         |
| Année | Single                         | R-U                   | IRL                   | GR                    | SLO                   | P-B                   | ROU                   | AUS                   | CRO                   | BEL                   | MEX                   | SUE                   | SUI                   | Album                         |
| ----- | ------------------------------ | --------------------- | --------------------- | --------------------- | --------------------- | --------------------- | --------------------- | --------------------- | --------------------- | --------------------- | --------------------- | --------------------- | --------------------- | ----------------------------- |
| 2002  | "Sound of the Underground"     | 1                     | 1                     | 8                     | 3                     | 9                     | 10                    | 31                    | —                     | 13                    | 74                    | 39                    | 25                    | Sound of the Underground      |
| 2003  | "No Good Advice"               | 2                     | 2                     | 4                     | 19                    | 23                    | 97                    | 88                    | —                     | 45                    | —                     | —                     | —                     | Sound of the Underground      |
| 2003  | "Life Got Cold"                | 3                     | 2                     | 3                     | —                     | 11                    | 78                    | —                     | —                     | —                     | —                     | —                     | —                     | Sound of the Underground      |
| 2003  | "Jump (For My Love)"           | 2                     | 2                     | 2                     | 11                    | 8                     | 97                    | 23                    | —                     | 6                     | 98                    | 9                     | 58                    | What Will the Neighbours Say? |
| 2004  | "The Show"                     | 2                     | 5                     | 1                     | —                     | —                     | —                     | 67                    | —                     | —                     | —                     | —                     | —                     | What Will the Neighbours Say? |
| 2004  | "Love Machine (en)"            | 2                     | 9                     | 42                    | —                     | 52                    | —                     | —                     | —                     | —                     | —                     | —                     | —                     | What Will the Neighbours Say? |
| 2004  | "I'll Stand by You"            | 1                     | 3                     | 5                     | —                     | 85                    | —                     | —                     | —                     | —                     | —                     | —                     | —                     | What Will the Neighbours Say? |
| 2005  | "Wake Me Up!"                  | 4                     | 6                     | 15                    | —                     | —                     | —                     | —                     | —                     | —                     | —                     | —                     | —                     | What Will the Neighbours Say? |
| 2005  | "Long Hot Summer"              | 7                     | 16                    | 30                    | —                     | —                     | —                     | —                     | —                     | —                     | —                     | —                     | —                     | Chemistry                     |
| 2005  | "Biology"                      | 4                     | 7                     | 12                    | —                     | —                     | —                     | 26                    | —                     | —                     | —                     | —                     | —                     | Chemistry                     |
| 2005  | "See the Day"                  | 9                     | 14                    | 42                    | —                     | —                     | —                     | —                     | —                     | —                     | —                     | —                     | —                     | Chemistry                     |
| 2006  | "Whole Lotta History"          | 6                     | 18                    | 32                    | —                     | —                     | —                     | —                     | —                     | —                     | —                     | —                     | —                     | Chemistry                     |
| 2006  | "Something Kinda Ooooh"        | 3                     | 7                     | 2                     | 4                     | —                     | 93                    | —                     | —                     | —                     | 93                    | —                     | —                     | The Sound of Girls Aloud      |
| 2006  | "I Think We're Alone Now"      | 4                     | 11                    | 16                    | —                     | —                     | —                     | —                     | 9                     | —                     | —                     | —                     | —                     | The Sound of Girls Aloud      |
| 2007  | "Walk This Way" (vs Sugababes) | 1                     | 14                    | 7                     | 17                    | —                     | 54                    | —                     | 10                    | —                     | —                     | —                     | —                     | Single caritatif              |
| 2007  | "Sexy! No No No..."            | 5                     | 11                    | 5                     | 7                     | —                     | —                     | —                     | 23                    | —                     | —                     | —                     | —                     | Tangled Up                    |
| 2007  | "Call the Shots"               | 3                     | 9                     | 4                     | 15                    | —                     | 74                    | —                     | 1                     | —                     | —                     | —                     | —                     | Tangled Up                    |
| 2008  | "Can't Speak French"           | 9                     | 13                    | 2                     | —                     | —                     | —                     | —                     | 12                    | —                     | —                     | —                     | —                     | Tangled Up                    |
| 2008  | "The Promise"                  | 1                     | 2                     | —                     | —                     | —                     | —                     | —                     | —                     | —                     | —                     | —                     | —                     | Out of Control                |
| 2009  | "The Loving Kind"              | 10                    | 16                    | —                     | —                     | —                     | —                     | —                     | —                     | —                     | —                     | —                     | —                     | Out of Control                |
| 2009  | "Untouchable"                  | 11                    | 19                    | —                     | —                     | —                     | —                     | —                     | —                     | —                     | —                     | —                     | —                     | Out of Control                |

#### Autre titre classé
| Année | Single                   | Classement des ventes | Classement des ventes | Classement des ventes | Classement des ventes | Classement des ventes | Classement des ventes | Classement des ventes | Classement des ventes | Classement des ventes | Classement des ventes | Classement des ventes | Classement des ventes | Album                              |
| Année | Single                   | R-U                   | IRL                   | GR                    | SLO                   | P-B                   | ROU                   | AUS                   | CRO                   | BEL                   | MEX                   | SUE                   | SUI                   | Album                              |
| ----- | ------------------------ | --------------------- | --------------------- | --------------------- | --------------------- | --------------------- | --------------------- | --------------------- | --------------------- | --------------------- | --------------------- | --------------------- | --------------------- | ---------------------------------- |
| 2008  | "Theme to St. Trinian's" | 51                    | —                     | —                     | —                     | —                     | —                     | —                     | —                     | —                     | —                     | —                     | —                     | St. Trinian's: Original Soundtrack |

## Clips video
| Année | Titre                      | Réalisateur(s)         |
| ----- | -------------------------- | ---------------------- |
| 2002  | "Sound of the Underground" | Phil Griffin           |
| 2003  | "No Good Advice"           | Phil Griffin           |
| 2003  | "Life Got Cold"            | Phil Griffin           |
| 2003  | "Jump"                     | Katie Bell             |
| 2004  | "The Show"                 | Trudy Bellinger        |
| 2004  | "Love Machine"             | Stuart Gosling         |
| 2004  | "I'll Stand By You"        | Trudy Bellinger        |
| 2005  | "Wake Me Up"               | Harvey & Carolyn       |
| 2005  | "Long Hot Summer"          | Max & Dania            |
| 2005  | "Biology"                  | Harvey & Carolyn       |
| 2005  | "See the Day"              | Harvey & Carolyn       |
| 2006  | "Whole Lotta History"      | Margaret Malandruccolo |
| 2006  | "Something Kinda Ooooh"    | Stuart Gosling         |
| 2006  | "I Think We're Alone Now"  | Alex Hemming           |
| 2007  | "Walk This Way"            | Trudy Bellinger        |
| 2007  | "Sexy! No No No..."        | Trudy Bellinger        |
| 2007  | "Call the Shots"           | Sean de Sparengo       |
| 2007  | "Theme to St. Trinian's"   | Trudy Bellinger        |
| 2008  | "Can't Speak French"       | Petro                  |
| 2008  | "The Promise"              | Trudy Bellinger        |
| 2008  | "The Loving Kind"          | Trudy Bellinger        |